# Trëma
Trëma é o quarto trabalho do rapper brasileiro Dalsin, lançado em 2014 no formato de álbum de estúdio. Contém onze faixas, descritas a seguir.

## Faixas
1. Fiquei Como
2. Rocket
3. Azedo e Precoce
4. Caviar & Cocaína
5. Contra Mão
6. Como Chuva
7. Vermelho
8. Ying Yang
9. Oasis
10. Guadalajara
11. Passageiro